# CP série 9600
La série 9600 est une ancienne série d'autorails des CP, les chemins de fer portugais. Tous ces autorails ont été vendus et exportés, dont 17 à l'Argentine et 5 au Cameroun.